# ميرعلمدار
ميرعلمدار (بالفارسية: میرعلمدار) هي مستوطنة تقع في قسم كلان الريفي (مقاطعة إيوان) في إيران. يقدر عدد سكانها بـ 243 نسمة .